# شارا (إله)
كان شارا (بالسومرية : 𒀭𒁈، dšara 2) إلهًا من بلاد ما بين النهرين مرتبطًا بمدينة أوما والمستوطنات القريبة الأخرى. كان يُنظر إليه بشكل أساسي على أنه الإله الوصي على هذه المنطقة، المسؤول عن الزراعة وتربية الحيوانات والري، ولكن يمكن وصفه أيضًا بأنه محارب إلهي. في الألفية الثالثة قبل الميلاد، كانت زوجته نينورا، المرتبطة بنفس المنطقة، ولكن لاحقًا، في العصر البابلي القديم، تلاشت عبادتها في غياهب النسيان، وارتبط شارا بدلاً من ذلك بأوساخارا أو كومولمول. وقد ثبت جيدًا وجود ارتباط بينه وبين إنانا. في أوما، كان يُنظر إليه على أنه ابن إنانا من زبالا وأب غير معروف، بينما في أسطورة نزول إنانا إلى العالم السفلي، كان أحد الخدم الذين ينعون وفاتها المؤقتة. ويظهر أيضًا في أسطورة أنزو، حيث يعتبر واحدًا من الآلهة الثلاثة الذين يرفضون محاربة الوحش الذي يحمل الاسم نفسه.

## الشخصية
في حين أن أصل اسم شارة غير معروف، وفقًا لفابيان هوبر فويليه، فقد تمت إعادة تفسيره في اللغة الأكدية كمشتق من كلمة šārum، "الريح".
كان شرا إله مدينة أوما، المقابلة لتل جوخة الحديث في العراق. كما تسجل وثائق من هذه المدينة وجود العديد من المظاهر المحلية الثانوية له. ويُفترض أنه كان الإله الرئيسي في آلهة المنطقة تحت تأثير مركز عبادته، وقد يعكس وضعه في قائمة آلهة الأسرات المبكرة من شوروباك (تل فارا) مكانته كإله رئيسي. كانت وظيفته الأساسية هي إله الوصاية على المنطقة التي يُعتقد أنها ملكه. وعلى هذا النحو، كان مسؤولاً عن الزراعة وتربية الحيوانات وصيانة شبكة الري. وقد تجلى هذا الدور في لقبه جوجال-آن-نيجارا، "مفتش القناة المعين من قبل آنو". توثقت محراث مخصص له (giš apin- d Šará-da-sù-a، والذي ربما يُفهم على أنه "المحراث المسمى "المسير مع الشرع") في وثائق من أمة. يمكن وصفه أيضًا بأنه إله محارب، وفي هذه الحالة كانت صفته سهمًا شائكًا.
وقد اقترح البعض أن الأسود الموجودة على الأختام من أوما قد تكون رمزًا للمدينة، وأن الأسد المصاحب لشخصية إله على الأختام من هذه المدينة قد يشير إلى أنها تمثل شرعًا. وبالمثل، قد تمثل الآلهة المصحوبة بالأسود زوجة شرعًا نينورا.
في قوائم الآلهة من الألفية الأولى قبل الميلاد، يمكن إعادة تفسير شارة على أنها إلهة أنثى.

## العبادة

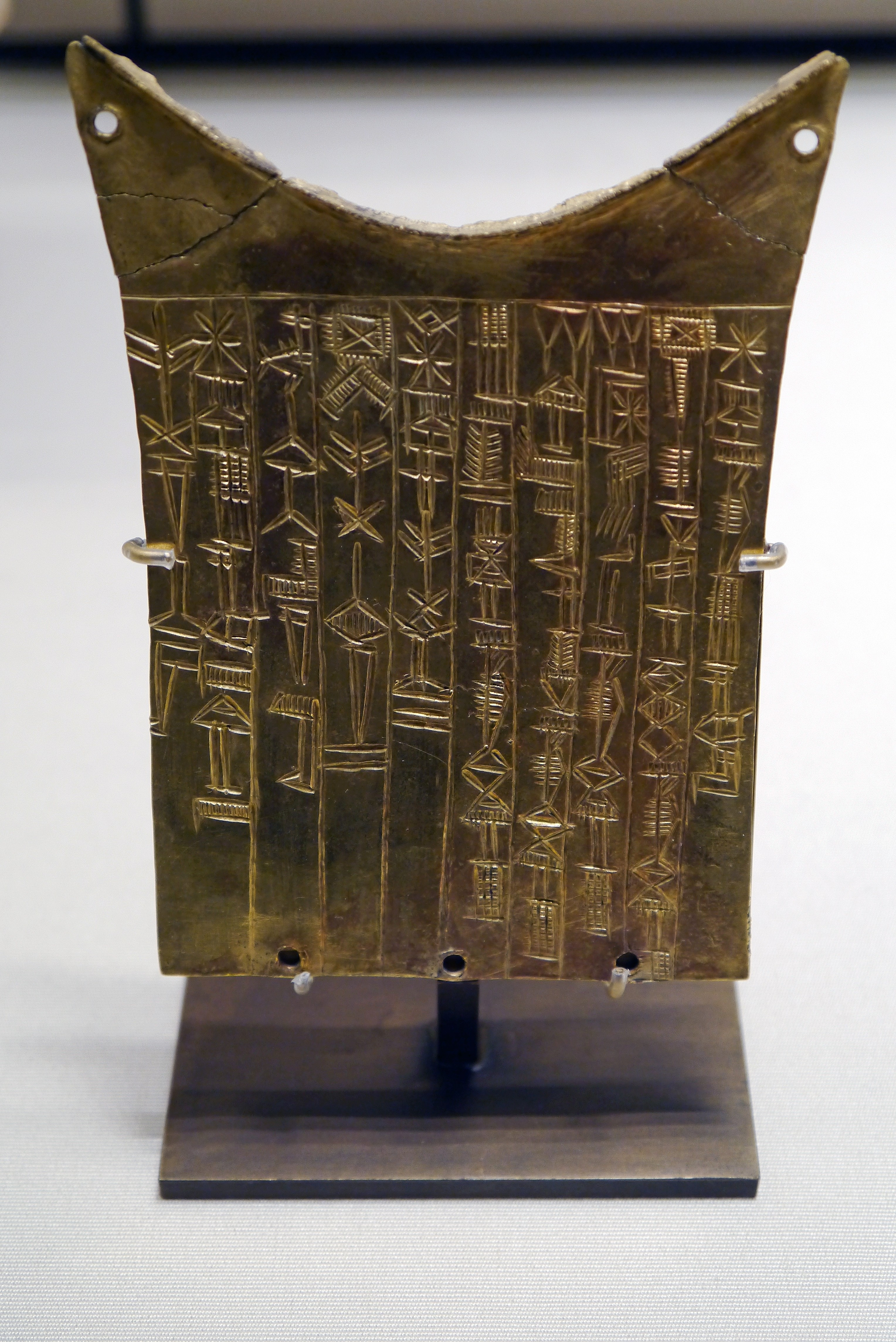
لوحة نذرية للملكة بارا-إرنون. اللوفر.

كان المعبد الرئيسي لشارا هو معبد إيماخ، الذي يعني اسمه السومري الاحتفالي "البيت المرتفع". وقد توثق لأول مرة في نقش لبارا إيرنون، زوجة جيشاكيدو من أوما، الذي حكم في فترة الأسرات المبكرة، على الأرجح كمعاصر لإيناناتوم الثاني وإينينتارزي من الأسرة الأولى في لجش. كما تذكر المصادر النصية وجود زقورة مخصصة له تحمل اسم سيجكورشاغا، "طوبة، جبل القلب". كان كل من المعبد وأبزوباندا والزقورة موجودين في كي.آن كي (قراءة غير مؤكدة)، وهو موقع بالقرب من أوما. وقد اقترح أنه في حين كانت أوما هي المركز الرئيسي للعبادة لشارا في العصور التاريخية، فإن كي آن كي كانت المستوطنة المرتبطة به في الأصل، بينما كانت الإلهة الوصية لأوما في البداية نينورا، زوجته. كان إيبورساسا، "البيت الذي يُجهز الجرار"، إما اسمه البديل الآخر لإيماك أو تسمية لجزء محدد منه. قد يشير الاسم على وجه التحديد إلى بورساسا، وهو نوع من الأواني التي كان يُسكب فيها النبيذ أو العسل أثناء الطقوس. كان معبد آخر لشارا، يقع في أوما نفسها، هو إيشاجيبادا، "البيت المختار في القلب"، والمعروف من نقوش شو سين وإبي سين، اللذين أعادا بناءه.
يُستشهد بشرا على شواهد من عهد لوغال زاغيسي، والتي تحدد حدود مملكة أوما. كما يمثل أوما في نقش إينتيمينا، والذي ينص على أن الحدود بينه وبين نينجيرسو، التي تمثل ولاية لجش، كان لابد أن يحددها إنليل ثم يقيسها ويؤكدها الملك التاريخي ميسيليم ملك كيش بأمر من الإله عشتاران.
كان يُعبد شرعًا أيضًا في مستوطنات أصغر مختلفة بالقرب من أوما، وغالبًا في معابده الخاصة. يُعرف أيضًا باسم سال (قراءة النصف الأول من الاسم غير مؤكدة) وأنزو بابار (جزء من المنطقة التي كانت موضع صراع بين أوما ولجش القريبة) بشكل جيد. عبد ملوك الأسرة الثالثة في أور، وخاصة شولجي، شرعًا في الأخير من هذين الموقعين. يوجد معبدان لشرعا، توثقا في قائمة المعابد القانونية ولكن موقعهما غير معروف، وهما إيبوردودو، "البيت الذي يُحضر الجرار"، وإيوساكارا، "بيت الهلال".
رجال الدين في شريعة موثقون جيدًا، وشملوا أنواعًا مختلفة من الكهنة، بالإضافة إلى متخصصي التطهير والمغنين وعازفي الفلوت وساحري الثعابين. كما توثقت فئة من الكاهنات يشار إليها باسم lukur. الأدلة المتعلقة بهذه المجموعة نادرة، ولكن وفقًا لتونيا شارلاش كان من المتوقع على الأرجح أن يبقوا غير متزوجين، و جندوا بشكل أساسي من بين بنات رجال الدين الأقل شأناً وموظفي الإدارة الحكومية ومتخصصي تربية الحيوانات وحتى المزارعين. تعتقد أنه من المحتمل أن يكونوا مشابهين لناديتو شمش وآيا من سيبار، لكنها تعترف بعدم توفر بيانات كافية لإصدار بيان محدد بشأن دورهم. الإشارات إلى فرار بعض اللوكور من مناصبهم معروفة، لكن الأسباب وراء ذلك غير معروفة، ولا يوجد ما يشير إلى أنهم كانوا عبيدًا. لا يوجد أيضًا ما يشير إلى أن دور الكاهنات الموصوفات بنفس المصطلح من مدن أخرى كان مشابهًا، على سبيل المثال لا يوجد ما يشير إلى أنه كان من المتوقع أن يظل لوكور نينجيرسو من كرسو غير متزوجين وأن الزوجات والأم من بينهم موثقين، بينما جاء لوكور نينورتا من نيبور من عائلات ذات مكانة عالية جدًا وعملوا مثل كاهنات الآلهة الأخرى.
بعض الشهادات على وجود شرع تأتي من خارج أوما ومحيطها المباشر. يبدو أنه كان يُعبد في كرسو ونيبور كإله من دائرة إنانا. كما ورد ذكره في مصادر من أور. ومع ذلك، ووفقًا لران زادوك، فإن الأسماء الإلهية التي تستحضره تقتصر إلى حد كبير على أوما. يُعد لو-شرعا مثالًا شائعًا بشكل خاص. في الماضي، كان يُفترض أيضًا وجود معبد لشرعا في تل أغرب، على الرغم من أن موقع هذه المستوطنة يجعل وجوده في البانثيون المحلي غير معقول، إلا أن جياني ماركيسي ونيكولو ماركيتي يشيران إلى أن بيت العبادة المُكتشف ربما كان ينتمي إلى الإله المحلي إيلوماتيم، بينما من المرجح أن يُقرأ الاسم المكتوب d LAGABxIGI- gunû على جزء من إناء من نفس الموقع على أنه Išḫara بدلاً من ذلك.
أدى فقدان أوما للنفوذ السياسي إلى تراجع عبادة الشرع أيضًا، وهو ما يعكس العمليات التي توثقت في حالة مدن أخرى في بلاد ما بين النهرين وآلهتها، على سبيل المثال جيرسو ونينغرسو ونينا ونانشي أو شوروباك ونينليل. ووفقًا لفابيان هوبر فولييه، فإن آخر إشارة إلى الشرع كإله يُعبد بنشاط في نص ذي أصل معروف تأتي من وثيقة من أور البابلية القديمة والتي تذكر معبدًا في مكان غير محدد. ومع ذلك، وفقًا لأندرو ر. جورج، فإن معبد الشرع الموجود في بابل موثق في تمرين المدرسة المتأخرة تينتير = بابل، والذي يستند إلى اللاهوت المركزي لمردوخ الذي نسبه إليه مؤلفوه على الأرجح أنه ليس أقدم من عهد نبوخذ نصر الأول. كان يحمل اسم إيبورساسا، والذي ارتبط بمعبد في أوما في فترات سابقة. توجد أيضًا إشارة إلى معبد مشترك لشارا وبلييلي أو مثال على اقتران معبد شارا من تينتير = بابل مع معبد مخصص لهذه الإلهة في جزء من نص طبوغرافي والذي من المرجح أنه ليس أقدم من العصر البابلي الحديث، على الرغم من أن مصدره غير معروف. كانت بيليلي إلهة نادرة الإثبات وكانت تعتبر واحدة من شقيقات دموزي، وفي معظم الحالات المعروفة كانت تُعبد بدلاً من ذلك في معابد شقيقها. لا توجد إشارات أخرى معروفة لمعبد شارا في بابل.

### خارج بلاد ما بين النهرين
الأسماء الإلهية التي تستدعي الشرع موثقة في وثائق من شوشان في عيلام من العصر البابلي القديم، والتي قد تشير إلى أن حامليها أو عائلاتهم جاءوا في الأصل من أوما، إما كمهاجرين أو كأسرى حرب، ربما في وقت مبكر من فترة أور الثالثة. وقد قدمت حجة مماثلة للأشخاص الذين يحملون أسماء تستدعي ناسي (نانشي) ومركز عبادتها. كما إثبت الشرع كشاهد إلهي في النصوص القانونية من شوشان، وإن كان نادرًا.

## الارتباطات مع الآلهة الأخرى
كانت زوجة شارة الأصلية هي الإلهة نينورا، التي ارتبطت باسم المكان Ĝiša (GIŠ.KUŠU 2)، وفي وثيقة الأسرة المبكرة المشار إليها باسم دليل المدينة في الدراسات الحديثة، وُصفت بأنها "الأم التي تولدتها" ( ama-tu-da Ĝiša ki). غالبًا ما يُفترض أن Ĝiša (أو Ĝišša) هي ببساطة اسم بديل لأوما. يقترح هارتموت ويتزولدت أنه في الأصل كانت نينورا هي الإلهة الوصية على أوما، بينما ارتبطت شارة في المقام الأول بالمستوطنة القريبة KI.AN ki. يوجد تصوير محتمل لنينورا على ختم نينخليا، التي كانت زوجة أكالا، الذي شغل منصب حاكم أوما في عهد شو سين. كان لطائفتها نطاق صغير بالفعل في هذه الفترة، وهي غائبة عن المصادر اللاحقة. في المصادر من العصر البابلي القديم، كان زوج شارة بدلاً من ذلك هو الإلهة أوساكارا. تقترح فابيان هوبر فويلت أن اسمها قد يعني "يوم الغبار" أو "عاصفة الغبار". وقد أُشير أيضًا إلى أنه يشبه المصطلح السومري usakar وشكل الأكدية uskāru، وكلاهما يشير إلى الهلال، وأنه يُظهر تشابهًا صوتيًا مع اسم Išḫara. كان يشار إليها باسم "طفلة امرأة نو-جيج (دومو نو-جيج-جا). إلهة أخرى يمكن أن تظهر إلى جانب شارا كزوجته كانت كومولمول (وتُكتب أيضًا كومول)، والسلف البابلي القديم لقائمة الآلهة أن = أنوم يضع كليهما إلى جانب شارا في وقت واحد.
كانت إنانا زبالام تعتبر والدة شارة. تشير جوليا إم. آشر-جريف إلى أنه من الممكن أن يكون شارة قد عين كابن لإنانا، والتي عادة ما تعتبر بلا أطفال، فقط لتمكين تطبيق لقب أما ("الأم") عليها. وتنص على أن الغرض الأساسي منه كان بمثابة "استعارة للسلطة الإلهية، وخاصة على المدن والدول". ووفقًا لمانويل مولينا، فإنه يعكس ببساطة العلاقة السياسية الوثيقة بين أوما وزابالا. تتوافق المدينة الأخيرة مع تل إبزيخ الحديث في العراق. بجانب إنانا أوروك ونيدابا وإزينا، فإن إلهها الوصي هو أحد أقدم الآلهة الموثقة في النصوص السومرية. خلصت جوان جودنيك ويستنهولز إلى أن إلهة زابالا الوصية على الأرجح كان لها في البداية شخصية مميزة عن إنانا. اقترحت أن الإلهة نين-أوم (قراءة ومعنى العلامة الثانية غير معروفة)، والتي تعرف في أحد ترانيم زام في العصر المبكر مع إنانا من زابالا، ربما كانت الإلهة الأصلية لهذه المدينة. كما تُظهر نين-أوم قرابة مع إله دير، عشتاران. في مجموعة لاحقة من الترانيم، ترانيم المعبد، إنانا من زابالا، إنانا من أوروك، و"إنانا من أولماس" (عشتار من أغادي، التي كان معبدها هو إي-أولماس) يتعاملوا معها كآلهة منفصلة. في الوقت نفسه، ارتبطت إنانا من زبالام بنينشوبور ونانايا في أوما، تمامًا مثل إنانا من أوروك في مدينتها. كما عبدت كل من إنانا من زابالا وشارا إلى جانب دموزي. كما إثبت وجود ارتباط بين هذا الإله وشارا في نص طقسي من فترة أور الثالثة، ولكن شخصيته غير معروفة. لا يمكن تحديد هوية والد شرا في تقليد أوما على وجه اليقين، حيث أن الإشارة الأكثر مباشرة إليه، وهي عبارة aia DINGIR ù-TU-zu في ترنيمة، لها ترجمتان محتملتان: "والدك أن الذي ولدك"، أو "والدك الإلهي الذي ولدك".
في قوائم الآلهة، يظهر شارة باستمرار في دائرة إنانا ودموزي بعد فترة أور الثالثة. يضعه السلف البابلي القديم لـ أن = أنوم بجوار مجموعة من الآلهة المرتبطة بالسهوب: لولال ولاتاراك ولوغاليدينا. تساوي قائمة آلهة بابلية جديدة واحدة بينه وبين هدد. ووفقًا لدانيال شويمر، من المستحيل حاليًا معرفة ما تعتمد عليه هذه المعادلة. بينما في قائمة آلهة بابل القديمة من نيبور دارا يوضع مباشرة بعد إله الطقس، وفقًا لفابيان هوبر فويلت فإن الإله المقصود في هذه الحالة هو زوجته التي تحمل الاسم المماثل شالا، وليس شارة.

## الأساطير
يظهر كل من شارا نفسه ومكان مرتبط به، سيجكورشاجا، في أسطورة نزول إنانا إلى العالم السفلي. عندما تبحث إنانا عن بديل بعد إطلاق سراحها من العالم السفلي، تكون شارا واحدة من المرشحين الذين تفكر فيهم، ولكن نظرًا لأنه كان ينعى وفاتها بشكل صحيح مثل نينشوبور ولوال، فإنها تخبر الشياطين المرافقين لها بإنقاذه. وفقًا لأندرو سي كوهين، في هذا التكوين يمثل كخادم إنانا مثل الإلهين المذكورين الآخرين.
في أسطورة أنزو، شارا هو الأخير من بين الآلهة الثلاثة الذين رفضوا محاربة الوحش الذي يحمل نفس الاسم، والاثنان الآخران هما هدد وجيبيل.
أشير إلى شارة بشكل موجز في لوغالباندا وطائر أنزود، حيث قارنوا البطل الذي يحمل نفس الاسم، لوغال باندا، أثناء اجتماع مع إنانا، به وبدموزي.

## روابط خارجية
- بالبال إلى شارا (شارا أ) في مجموعة النصوص الإلكترونية للأدب السومري
- نزول إنانا إلى العالم السفلي في ETCSL
- لوغالباندا وطائر أنزود في ETCSL
- لوحة أوشومغال وشارا-إيغيزي-أبزو على موقع متحف متروبوليتان للفنون
- لوحة نذرية لبارا إرنون على موقع متحف اللوفر